# Tétras pâle
Tympanuchus pallidicinctus
Espèce
Statut de conservation UICN

 VU A2bcd+3bcd+4bcd : Vulnérable
Le Tétras pâle (Tympanuchus pallidicinctus (Ridgway, 1873)) est une espèce d'oiseau qui appartenait à l'ancienne famille des Tetraonidae, et qui appartient désormais à celle des Phasianidae. Il est endémique des États-Unis.

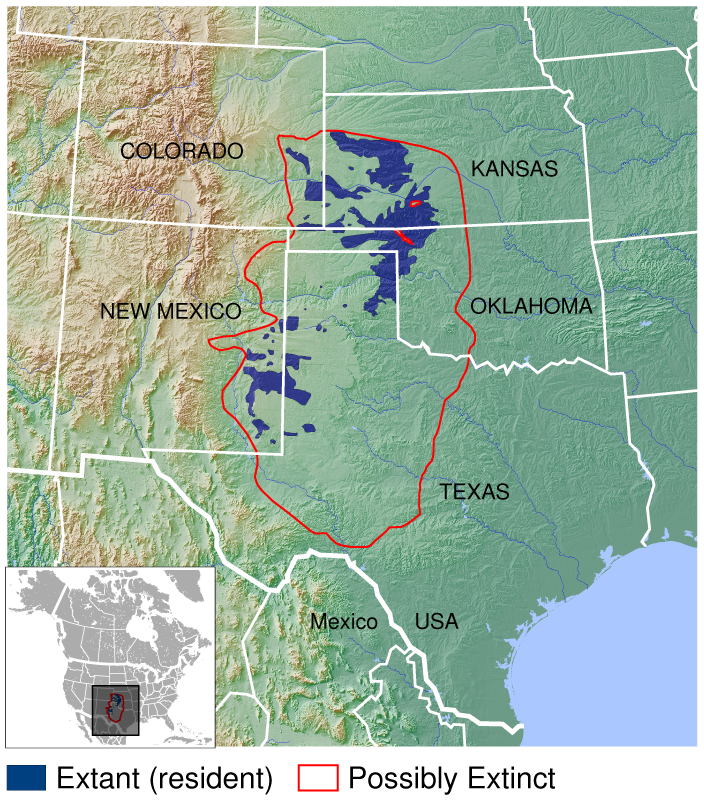
Distribution du Tétras pâle aux États-Unis. Bleu marine : distribution actuelle. Trait rouge : limites possibles de la distribution passée.